# Radovljica
Radovljica (en allemand : Radmannsdorf) est une commune du nord-ouest de la Slovénie située dans la région historique de la Haute-Carniole. Le chef-lieu accueille un musée de l’apiculture, et le village de Brezje un sanctuaire catholique.

## Géographie
La ville est localisée dans les Alpes juliennes non loin de la partie orientale de la commune de Bled. La commune est localisée dans la vallée de la rivière Save.

### Villages
Les villages qui composent la commune sont Begunje na Gorenjskem, Brda, Brezje, Brezovica, Dobravica, Dobro Polje, Dvorska vas, Češnjica pri Kropi, Črnivec, Globoko, Gorica, Hlebce, Hraše, Kamna Gorica, Kropa, Lancovo, Lesce, Lipnica, Ljubno, Mišače, Mlaka, Mošnje, Nova vas pri Lescah, Noše, Otoče, Ovsiše, Peračica, Podnart, Poljče, Poljšica pri Podnartu, Posavec, Praproše, Prezrenje, Radovljica (le chef-lieu), Ravnica, Rovte, Slatna, Spodnja Dobrava, Spodnja Lipnica, Spodnji Otok, Srednja Dobrava, Srednja vas, Studenčice, Vošče, Vrbnje, Zadnja vas, Zaloše, Zapuže, Zgornja Dobrava, Zgornja Lipnica, Zgornji Otok et Zgoša.

## Histoire
Située dans la marche de Carniole, la localité est mentionnée pour la première fois dans un acte de 1296.
Jusqu'en 1918, la ville appartenait au duché de Carniole, un territoire de la monarchie austro-hongroise. C'était le chef-lieu du district (Bezirk) de Radmannsdorf, l'un des onze Bezirkshauptmannschaften en province de Carniole. 

## Démographie
Entre 1999 et 2021, la population de la commune de Radovljica a légèrement augmenté pour atteindre près de 19 000 habitants,.
Évolution démographique
| 1999   | 2000   | 2001   | 2002   | 2003   | 2004   | 2005   | 2006   | 2007   |
| ------ | ------ | ------ | ------ | ------ | ------ | ------ | ------ | ------ |
| 18 077 | 18 120 | 18 197 | 18 279 | 18 270 | 18 324 | 18 405 | 18 457 | 18 554 |
| 2008   | 2009   | 2010   | 2011   | 2012   | 2013   | 2014   | 2015   | 2016   |
| 18 664 | 18 698 | 18 817 | 18 858 | 18 916 | 18 870 | 18 848 | 18 892 | 18 816 |
| 2017   | 2018   | 2019   | 2020   | 2021   |        |        |        |        |
| 18 822 | 18 872 | 19 025 | 19 072 | 19 195 |        |        |        |        |

## Tourisme
La localité obtient en 2021 le label Meilleurs villages touristiques de l'Organisation mondiale du tourisme.

## Personnalités liées à la commune
- Eleonora Hudovernik (1863-1945), religieuse et compositrice, y est née.
- Anton Dermota (1910-1989), chanteur, né au village de Kropa ;
- Slavko Avsenik (1929-2015), compositeur et accordéoniste, né au village de Begunje ;
- Janez Potočnik (né en 1958 à Kropa), homme politique.

## Coopération internationale
Radovljica a signé des accords de partenariat avec les villes suivantes :
- Sondrio (Italie) ;
- Svilajnac (Serbie).